# 국도 제111호선 (중국)
국도 제111호선(중국어: 111国道)은 베이징시에서 출발, 헤이룽장성 자거다치구까지 이어주는 중화인민공화국의 일반 국도 노선이다.

## 주요 경유지
주요 경로 및 거리는 다음과 같다.
| 주요 경로 및 거리 |           |
| \| 도시 \| 거리 (km) \| \| -------------------------------------- \| --------- \| \| 베이징시 \| 0 \| \| 베이징시 화이러우구 \| 49 \| \| 허베이성 펑닝 \| 192 \| \| 허베이성 웨이창 \| 382 \| \| 내몽골 자치구 왕푸 \| 469 \| \| 내몽골 자치구 츠펑시 \| 525 \| \| 내몽골 자치구 아오한 기 \| 635 \| \| 내몽골 자치구 나이만 기 \| 748 \| \| 내몽골 자치구 퉁랴오시 \| 921 \| \| 내몽골 자치구 커얼친 우익중기 \| 1161 \| \| 내몽골 자치구 투취안현 \| 1202 \| \| 내몽골 자치구 우란하오터시 \| 1316 \| \| 내몽골 자치구 짜라이터 기 \| 1431 \| \| 내몽골 자치구 자란툰시 \| 1623 \| \| 내몽골 자치구 아룽 기 \| 1692 \| \| 내몽골 자치구 모린다와 다우르족 자치기 \| 1835 \| \| 헤이룽장성 자거다치구 \| 2123 \| |           |
| 도시 | 거리 (km) |
| 베이징시 | 0         |
| 베이징시 화이러우구 | 49        |
| 허베이성 펑닝 | 192       |
| 허베이성 웨이창 | 382       |
| 내몽골 자치구 왕푸 | 469       |
| 내몽골 자치구 츠펑시 | 525       |
| 내몽골 자치구 아오한 기 | 635       |
| 내몽골 자치구 나이만 기 | 748       |
| 내몽골 자치구 퉁랴오시 | 921       |
| 내몽골 자치구 커얼친 우익중기 | 1161      |
| 내몽골 자치구 투취안현 | 1202      |
| 내몽골 자치구 우란하오터시 | 1316      |
| 내몽골 자치구 짜라이터 기 | 1431      |
| 내몽골 자치구 자란툰시 | 1623      |
| 내몽골 자치구 아룽 기 | 1692      |
| 내몽골 자치구 모린다와 다우르족 자치기 | 1835      |
| 헤이룽장성 자거다치구 | 2123      |

## 같이 보기
- 중화인민공화국의 일반 국도